# Minicoy
Minicoy là một thị trấn thống kê (census town) của bang Lakshadweep, Ấn Độ.

## Nhân khẩu
Theo điều tra dân số năm 2001 của Ấn Độ, Minicoy có dân số 9495 người. Phái nam chiếm 49% tổng số dân và phái nữ chiếm 51%. Minicoy có tỷ lệ 82% biết đọc biết viết, cao hơn tỷ lệ trung bình toàn quốc là 59,5%: tỷ lệ cho phái nam là 84%, và tỷ lệ cho phái nữ là 80%. Tại Minicoy, 12% dân số nhỏ hơn 6 tuổi.